# Національний фронт Ірану
Національний фронт Ірану (перс. جبهه ملی ایران) — демократична, політична опозиційна група, заснована Мохаммедом Мосаддиком та іншими світськими лідерами націоналістичної, ліберальної чи соціал-демократичної політичної орієнтації. Упродовж кількох років перебувала при владі, але після путчу 1953 року втратила її та продовжила свою діяльність в опозиції.

## Історія

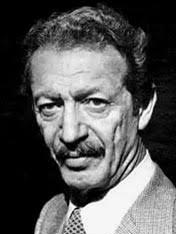
Шапур Бахтіяр

Національний фронт був урядовою коаліцією. Найважливішими групами у складі Фронту були Іранська партія, Робітнича партія, Національна партія й Тегеранське об'єднання ремісників і ринкових торгівців.
Первинно Національний фронт боровся за зниження британського впливу в країні, ініціюючи взаємини зі США.
Пізніше, внаслідок організованого ЦРУ та SIS перевороту Національний фронт опинився поза законом. Кілька його колишніх членів вирішили створити підпільну мережу під назвою Національного руху опору, до складу якого входили майбутні прем'єр-міністри Мехді Базарган і Шапур Бахтіяр. 1960 року було засновано Другий Національний фронт, члени якого прагнули повернути Мосаддика на посаду глави уряду й відновити конституційну монархію. Втім з часом її лідери потонули в суперечках щодо дій Фронту, тактики стосовно режиму шаха й форми ймовірного уряду, до якого мав увійти Національний фронт. Суперечки призвели до напруженості між лідерами Фронту та студентськими активістами, а 1961 року Базарган, Махмуд Талегані та інші сформували Визвольний рух, який проголосив своєю метою побудову демократичної країни, де ісламська релігія відігравала б суттєву роль у державі й суспільстві.
У липні 1963 року спалахнуло масштабне релігійне повстання, спричинене арештом аятоли Хомейні, який критикував шаха, його земельні реформи, а також через надання жінкам виборчого права. Повстання було жорстоко придушено. У той же період було організовано Третій Національний фронт. В середині 1960-их років за умов поліцейського терору в країні Національний фронт знову припинив своє існування.
Наприкінці 1977 року Національний фронт було відновлено зусиллями Каріма Санджабі (міністр освіти в кабінеті Мосаддика), Шапура Бахтіяра і Даріуша Фороухара. На піку Ісламської революції Санджабі як представник Національного фронту прилетів до Парижа, де зустрівся з Хомейні. Результатом тієї зустрічі стала «коротка декларація, в якій ішлось про те, що іслам і демократія віднині є двома основними принципами», та довіряє Національному фронту двоєдину мету усунення монархії та встановлення демократичного й ісламського уряду на її місці. Це було відхиленням від курсу Національного фронту і спричинило певні тертя в керівництві. Суперечки посилились, коли Бахтіяр пристав на пропозицію шаха стати прем'єр-міністром за умови, що шах залишиться на престолі, але правити не буде. Таке рішення Бахтіяра змусило Національний фронт засудити його як зрадника та виключити з організації. У січні 1979 року шах залишив Іран, а Хомейні став політичним лідером країни.
Спочатку Національний фронт підтримував Перехідний уряд та встановлення ісламської республіки. Втім у червні 1981 року, після того як парламент ухвалив закон помсти, Національний фронт закликав жителів Тегерана взяти участь у демонстрації. Хомейні офіційно засудив Національний фронт. Під страхом страти лідери Фронту публічно вибачились на телебаченні та радіо. До 1982 року організація була заборонена, а деякі її лідери втекли за кордон.